# Plaça Ramon Llull
La plaça Ramon Llull, plaça d'es Mercat, o directament es Mercat, és una plaça de la ciutat de Manacor. Actualment connecta l'avinguda d'es Torrent amb la Rambla del Rei en Jaume i allotja cada dilluns el mercat setmanal.

## Història
Antigament, la plaça consistia en una esplanada coneguda com el Pla dels Pous. Estava situada a l'entrada de la vila i concentrava els camins que arribaven des de la mar o el Llevant. Per accedir-hi, havien de travessar el torrent pel Pont Gros. Ja es documenta cap a finals del segle XV o principis del segle XVI una creu anomenada de l'Abeurador o d'en Bauzà, situada prop del pou rodó. L'indret es va començar a urbanitzar a poc a poc al segle XVIII, amb les illetes del carrer de ses Parres, propietat dels Olesa.
Amb l'eufòria comercial i turística dels anys 50, obria al 1951 la segona fàbrica de perles d'imitació de Manacor a la plaça Ramon Llull: Perlas Orquídea. Els seus 600 metres quadrats la convertien en la major botiga de perles de la ciutat i va perfilar la fisonomia de la plaça. El 1995 es traslladaren a Montuïri, però actualment encara es conserva el mític rètol de l'empresa.
El 2002 es reformà l'espai per a eliminar totes les places de cotxes que s'havien creat i, així, recuperar l'espai públic perdut. El 2004, en honor del seu 142è aniversari, s'inaugurà el bust de Mossèn Alcover enmig de les polèmiques, ja que el PSM considerà que l'escultura es va fer a dit, sense concurs.